# Delmar (Delaware)
Delmar is een plaats (town) in de Amerikaanse staat Delaware, en valt bestuurlijk gezien onder Sussex County.

## Demografie
Bij de volkstelling in 2000 werd het aantal inwoners vastgesteld op 1407. In 2006 is het aantal inwoners door het United States Census Bureau geschat op 1487, een stijging van 80 (5,7%).

## Geografie
Volgens het United States Census Bureau beslaat de plaats een oppervlakte van 2,4 km², geheel bestaande uit land. Delmar ligt op ongeveer 13 m boven zeeniveau.

## Plaatsen in de nabije omgeving
De onderstaande figuur toont nabijgelegen plaatsen in een straal van 16 km rond Delmar.

## Geboren
- William Alland (1916-1997), filmproducent en acteur